# 瓦磘子 (臺中市)
瓦磘子，原寫為瓦磘仔，是臺灣臺中市潭子區的一個傳統地域名稱，位於該區南部。相較於今日行政區，其範圍大致為福仁里不含最西端、頭家東里最北端。

## 歷史
台灣清治末期至日治初期，瓦磘子地區為一街庄，稱為「瓦磘仔庄」，隸屬於捒東上堡。該庄北與潭仔墘庄為鄰，東隔旱溪與聚興庄為界，南邊為舊社庄，西南邊為頭家厝庄，西邊為甘蔗崙庄。
1901年（日治明治三十四年）11月，全台廢縣廳改設二十廳，該庄隸屬於臺中廳。1903年（明治三十六年）6月，該庄編入「潭仔墘區」，仍隸屬於臺中廳。1909年（明治四十二年）10月，合併二十廳為十二廳，潭仔墘區隸屬不變。1920年（大正九年），全台地方制度大改正，廢十二廳改設五州二廳，該庄改制並雅化為「瓦磘子」大字，隸屬於臺中州豐原郡潭子庄。
戰後潭子庄改制為潭子鄉，隸屬於臺中縣，大字亦改制為村。1950年10月，中、彰、投分治，潭子鄉仍隸屬臺中縣。2010年12月，臺中縣市合併為直轄臺中市，潭子鄉改制為潭子區，村亦改制為里。

## 聚落
本地區發展較早的聚落為瓦磘仔（瓦磘），在日治期初期的官方地圖上已有記載。

## 交通
台鐵山線大致以北北東－南南西走向轉北偏東—南偏西走向經過瓦磘子地區中部偏西地帶。境內未設站，北側最近的是潭子車站，屬三等站，僅停靠區間車及區間快車；南側最近的是太原車站，屬乙種簡易站，僅停靠區間車。由此等可前往台鐵沿線各站。
省道台3線（中山路二段）俗稱「內山公路」，是臺北至屏東的幹道，大致以北北東—南南西走向經過本地區西部，並位於鐵路西側。由該道路向北北東轉北可前往潭子市區、豐原、石岡、東勢等地，向南南西轉南可前往北屯、台中市區、大里、霧峰等地。
省道台74線原稱「中彰快速道路」，現稱「快官霧峰線」，是彰化縣快官繞行臺中市區外圍至霧峰的快速道路，大致以西向東蜿蜒經過本地區中部偏南地帶。由該道路向西可前往北屯西北部、西屯、南屯、烏日等地，向東繞大彎轉南可前往北屯中部、太平、大里、霧峰等地。
區道中86-1線（潭興路二段）是潭子至湳底的道路，大致以西北—東南走向轉西北西—東南東走向經過本地區北部邊界最東側。由該道路向西北轉北偏東可前往潭子、茄荎角西南部並止於區道中86線路口，向東南東轉東蜿蜒而行可前往聚興地區東部並止於潭子區、北屯區交界處。

## 學校
- 臺中市潭子區僑忠國民小學

## 廟宇
- 潭子將軍廟（陰廟）